# RÚV (chaîne de télévision)
RÚV est la chaîne de télévision nationale publique islandaise appartenant à l'entreprise nationale de radio et télévision éponyme Ríkisútvarpið (RÚV) et l'une des principales chaînes de télévision du pays. Lancée en 1966, c'est la plus ancienne chaîne de télévision islandaise et la seule appartenant au service public.

## Histoire de la chaîne
La société nationale publique de radiodiffusion islandaise Ríkisútvarpið (RÚV) lance une chaîne de télévision nationale le 30 septembre 1966, simplement dénommée Sjónvarpið (Télévision en islandais) ou Ríkissjónvarpið (Télévision d'État en islandais). La chaîne n'est diffusée à l'origine que deux soirs par semaine, les mercredis et les vendredis. Les premières émissions en couleur sont diffusées en 1973, la généralisation de ce standard n'intervenant pas avant 1976. Jusqu'en 1983, Sjónvarpið est l'une des seules chaînes de télévision à cesser ses émissions durant le mois de juillet.
Le 13 juin 1985, l'Alþing vote une loi libéralisant les ondes. Ríkisútvarpið (RÚV) perd alors son monopole sur la radiodiffusion et la télévision. Sjónvarpið doit désormais compter avec la concurrence à la suite du lancement d'une chaîne de télévision privée en 1986, Stöð 2. Face à cette concurrence, Sjónvarpið commence à diffuser cette même année de grands événements en direct, dont le concours eurovision de la chanson en mai. Toutefois, les Islandais doivent attendre le 1er octobre 1987 pour bénéficier d'une programmation sept jours sur sept avec des horaires de diffusion progressivement étendus.
Textavarp, le service de télétexte de la RÚV, voit le jour en 1991, à l'occasion du 25e anniversaire de la création de la chaîne.
Jusqu'au début des années 2000, les émissions de Sjónvarpið se limitaient à sept heures par jour, approximativement de 17 heures à minuit. Depuis lors, les horaires de diffusion ont été étendus, la chaîne commençant à émettre généralement entre 15 et 16 heures 30 en semaine et à partir de 8 heures du matin le week-end. Une prise d'antenne peut néanmoins avoir lieu en cas d'événement exceptionnel (alerte météo notamment).
Le 31 mars 2011, Sjónvarpið a été rebaptisée et est devenue RÚV.

## Identité visuelle
Le 31 mars 2011, Ríkisútvarpið (RÚV) a modifié l'identité de ses chaînes de radio et de sa chaîne de télévision, à travers un logo commun fédérateur. Le logo original de Sjónvarpið, créé par Gísli B. Björnsson en 1965-1966, a été incorporé dans le nouveau logo de 2011.

### Logos

Logo de Sjónvarpið du 30 septembre 1966 au 30 mai 2011.
Logo de RÚV du 31 mai 2011 à 2019.
Logo de RÚV depuis 2019.

## Organisation

### Dirigeants
Président de RÚV
- Páll Magnússon

Directeur des programmes
- Sigrún Stefánsdóttir

Directeur de l'information
- Óðinn Jónsson

### Siège

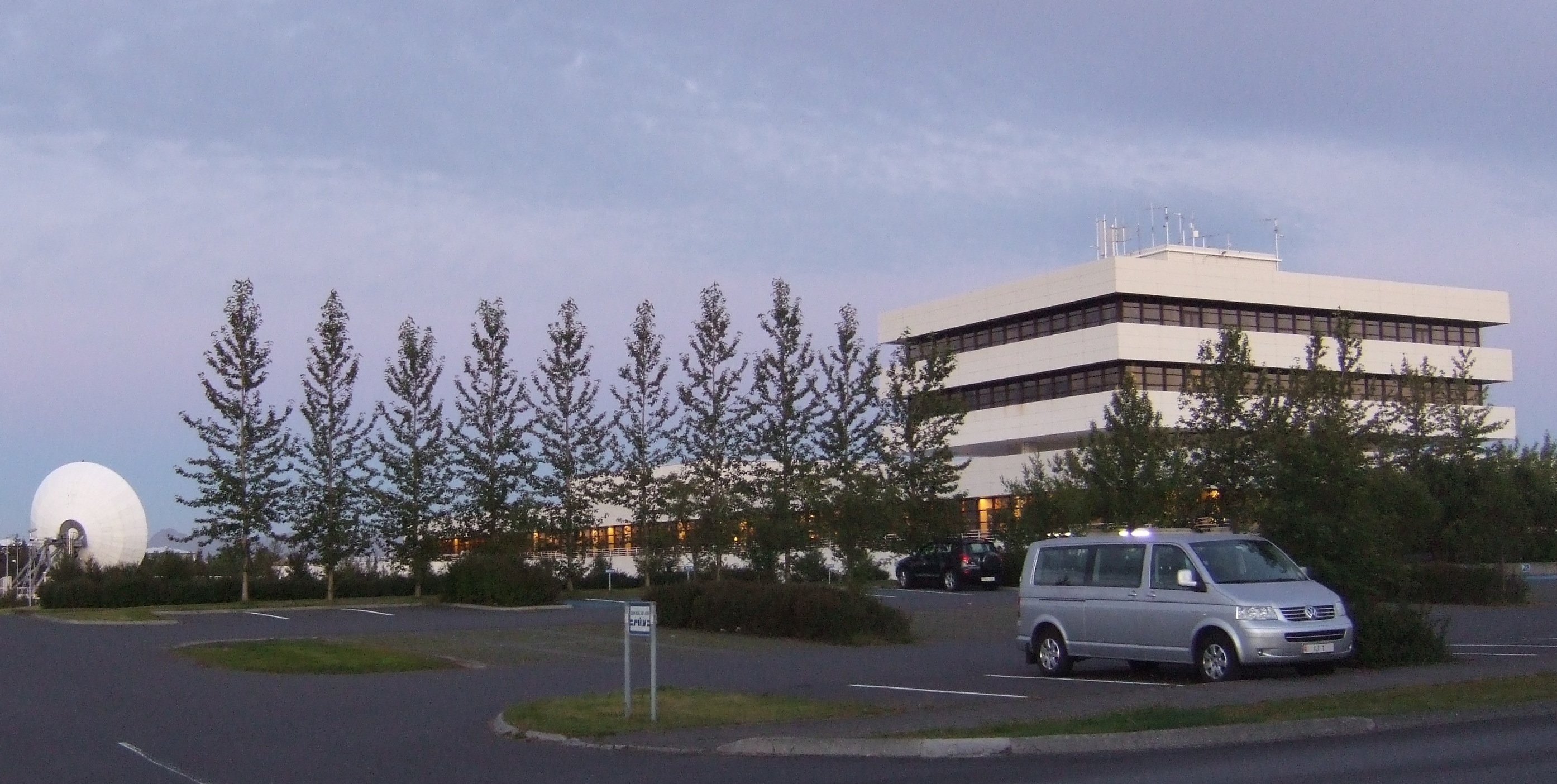
Siège de RÚV à Reykjavík.

Le siège de RÚV est situé à Efstaleiti 1 à Reykjavik. 

### Mission
Selon la loi sur la radiodiffusion, les principales obligations de RÚV sont de promouvoir la langue islandaise, l'histoire de l'Islande et du patrimoine culturel islandais. Elle doit également respecter les règles démocratiques fondamentales, les droits humains et la liberté d'expression et d'opinion.

## Programmes
Média généraliste, RÚV diffuse de nombreuses séries américaines ou européennes, des émissions culturelles, des programmes pour les enfants et retransmet les principaux événements sportifs. Parmi les programmes particulièrement populaires figurent les émissions comiques (Spaugstofan) et les variétés, ainsi que le premier journal télévisé du soir, incluant le bulletin sportif et les prévisions météorologiques (Fréttir, íþróttir og veður).
Parmi les principales productions de la chaîne figurent les journaux télévisés de 19 heures (Fréttir) et de 22 heures (Tíufréttir), des jeux télévisés (Gettu betur), des émissions de société (Út og suður, Kastljós), sportives (Helgarsportið, Ensku mörkin) ou de variétés. Le spectacle du nouvel an (Áramótaskaupið) est une institution particulièrement populaire et ce depuis son lancement en 1966.
Les principales émissions internationales diffusées sur RÚV sont généralement des séries américaines ou des programmes pour enfants. Les émissions sont diffusées en islandais ou en version originale sous-titrée.

### Séries télévisées
- Alias
- The Big C
- Brothers & Sisters
- Broken News
- Columbo
- Criminal Minds
- Danger Bay
- Desperate Housewives
- Doc Martin (en)
- Doctor Who
- ER
- Guiding Light
- Heartbreak High
- Inspector Rex
- Kyle XY
- Little Britain
- Lost
- Midsomer Murders
- Murphy's Law
- My Family
- Once Upon a Time
- Parker Lewis Can't Lose
- Private Practice
- Revenge
- Scrubs
- The Sopranos
- Spooks
- Ugly Betty
- Ultimate Force
- Veronica Mars

### Enfants
- Alfred J. Kwak
- Alvin et les Chipmunks (ALVINNN!!! og íkornarnir)
- Bienvenue à Lazy Town (Latibær)
- Bubulle Guppies (Kúlugúbbar, saison 1)
- Fanboy et Chum Chum (Unnar og vinur)
- Garfield et Cie (Grettir)
- Il était une fois...
- Kate et Mim-Mim (Kata og Mummi)
- Lucas la Cata (Skúli skelfir)
- Les Merveilleuses Mésaventures de Flapjack (Óvenjuleg tilvik Flapjack)
- Le Monde incroyable de Gumball (Undraverold Gunda, saisons 1 et 2)
- Pierre Lapin (Pétur Kanína)
- Pierre Martin le facteur (Pósturinn Páll)
- Poppy Cat (Poppý kisuló)
- Shaun le mouton (Hrúturinn Hreinn)
- Les Supers Nanas (Stuðboltastelpurnar)
- Tree Fu Tom (Tré Fú Tóm)
- Voici Timmy (Teitur)

### Programme arrêtés
- Á baðkari til Betlehem¢ (1990 - 1995)
- Á tali hjá Hemma Gunn (années 1980 - début des années 1990)
- Nýjasta tækni og vísindi (fin des années 1960 - 2001)
- Spaugstofan
- Stiklur (fin des années 1970 - début des années 1980)

### Musique
- Concours Eurovision de la chanson
- Söngvakeppnin Sjónvarpsins : émission de pré-sélection islandaise pour le Concours Eurovision de la chanson, diffusée annuellement depuis 1986.

### Comédie
- Áramótaskaupið

### Jeux
- Gettu betur

### Société
- Út og suður

### Sports
- Helgarsportið
- Ensku mörkin

### Informations et journaux télévisés
- Kastljós
- Fréttir
- Tíufréttir